# 松井義彰
松井 義彰（まつい よしあき、生没年不詳）は、江戸時代の儒者である。別名松井蛙助（まつい あすけ）

## 人物
日向国飫肥の人。綾五郎兵衛松井儀長5世の孫。
幼いときから読書を好み、机を離れることはなかった。しかし師事することはなく独学で、木菟先生、また時習軒と号して、また白癡翁と称し、先聖の像を壁に掛けて毎朝、盥漱、敬拝した。
平生、小さな車を作り、自分はこれに乗り、子供たちに引かせて、菓子あるいは蒸し餅類を貯えておいたのを分け与えた。子供たちは喜んで集まった。
松井は彼らに読書を教えて楽しみとした。
「伊東家旧記」を編集しようとして数百巻の書をなしたが、不良な紙質で草稿のようであったために読む者は粗略に扱い損失も大きかった。
寛政年間、高山彦九郎が飫肥に来た時、松井はその講書を聞いた。高山は論語の厩焚の章を講じて「国無学校国非其国」といった。
飫肥には当時、学校は無く、設けられた学問所は焼けてそのままであったのを松井は深く恥じて学館造営のことをしばしば執政大夫に建白したが、そのことが叶わないまま死去した。享年76という。